# Bayawan
Bayawan – miasto na Filipinach, położone w regionie Środkowe Visayas, w prowincji Negros Oriental, na wyspie Negros.

## Opis
Miasto zostało założone w 1872 roku.Główną działalnością gospodarczą miasta jest rolnictwo i rybołówstwo. Głównymi produktami rolnymi są trzcina cukrowa, ryż, kukurydza i orzech kokosowy. W Bayawan znajduje się port rybny.

## Linki zewnętrzne

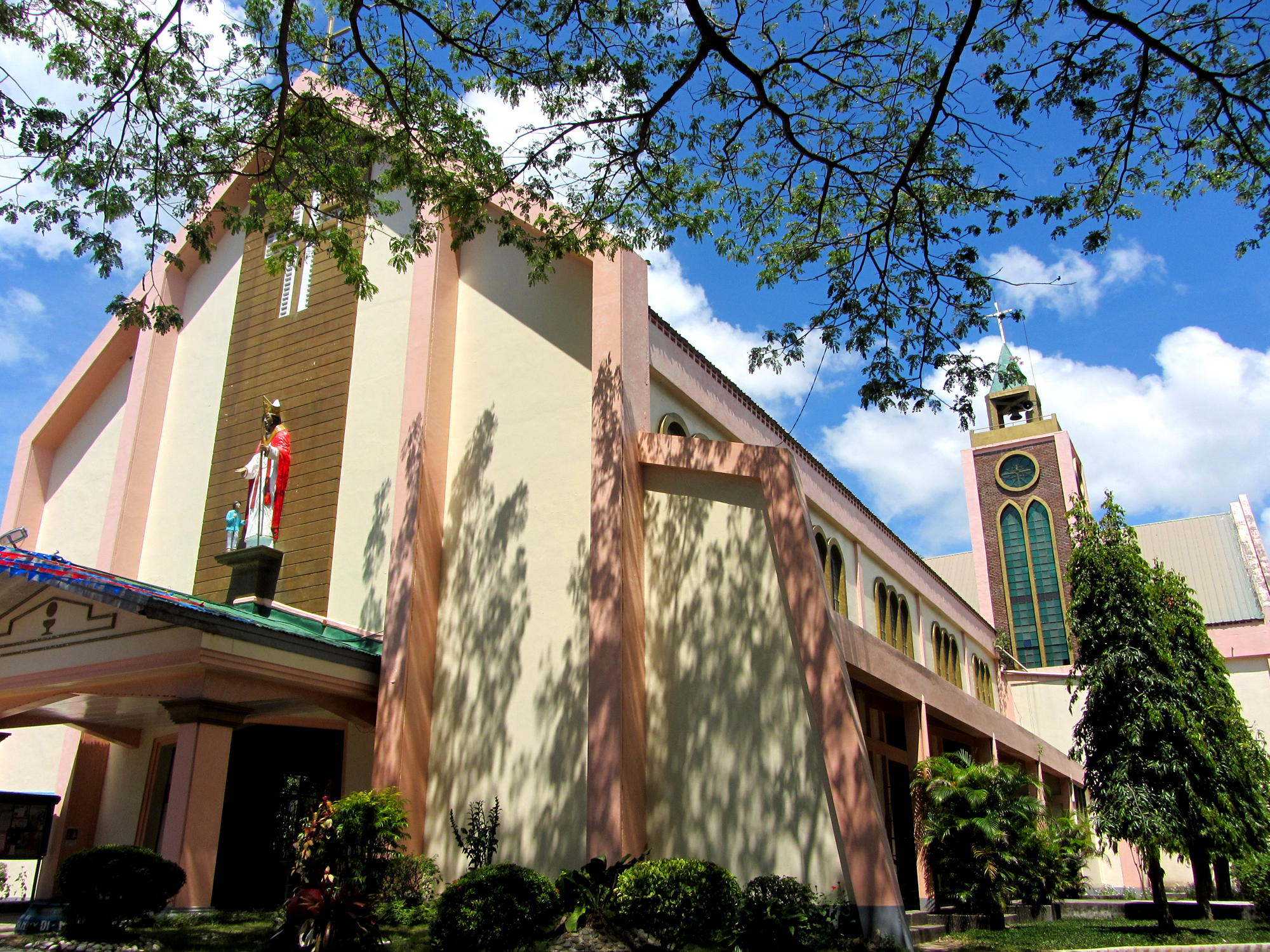
Kościół św. Tomasza z Villanueva w Bayawan